# Philip Vickers Fithian
Pour les articles homonymes, voir Fithian.
Philip Vickers Fithian (29 décembre 1747, Greenwich Township (en) – 8 octobre 1776, Fort Washington) est un religieux et diariste du XVIIIe siècle.

## Biographie
Fils de propriétaires dans la Vallée du Delaware, il devient presbytérien et sorti diplômé de Princeton en 1772. Sous les conseils de John Witherspoon, il repousse son ordination ministérielle afin d'accepter un poste de tuteur de la famille de Robert Carter III (en) dans sa plantation de Virginie.
Au cours de son voyage en Virginie, Fithian a écrit son fameux journal qui est considéré comme l'une des sources les plus précieuses sur la Virginie d'alors. Son journal présente ses observations sur l'esclavage en Virginie, la vie des plantations, de l'éducation, du divertissement et de la religion.
Entre 1775 et 1776, il est envoyé dans la Vallée de Shenandoah, en Virginie, et dans la Vallée de la rivière Susquehanna, en Pennsylvanie, en tant que missionnaire presbytérien dans les colonies Scotch-Irish de la région.
Il a ensuite rejoint un régiment de milice de l'État du New Jersey comme aumônier. Il assista à la bataille de Long Island et la bataille de Harlem Heights avant de mourir près du Fort Washington le 8 octobre 1776.

## Sources
- (en) Cet article est partiellement ou en totalité issu de l’article de Wikipédia en anglais intitulé « Philip Vickers Fithian » (voir la liste des auteurs).
- John Fea, The Way of Improvement Leads Home: Philip Vickers Fithian and the Rural Enlightenment in Early America Philadelphia, University of Pennsylvania Press, 2008
- Hunter Dickinson Farish, ed., Journal and Letters of Philip Vickers Fithian : A Plantation Tutor of the Old Dominion, 1773-1774, University of Virginia Press, 1947